# Буров Максим Олексійович
Максим Олексійович Буров (рос. Максим Алексеевич Буров, 5 червня 1998, Ярославль, Росія) — російський фристайліст, фахівець із лижної акробатики, триразовий чемпіон світу. Дворазовий володар Кришталевого глобуса з лижної акробатики: 2017–18, 2020–21.

## Кар'єра
Максим Буров народився у Ярославлі у 1998 році. Старший брат Ілля також фристайліст, член збірної Росії.
З 2012 року почав виступати на Кубку Європи. У 2014 році став чемпіоном світу серед юніорів. Наступного року на цих змаганнях виграв срібну медаль, а у 2016 році, у Раубичах, знову став чемпіоном світу серед юніорів.
На Кубку світу вперше виступив у лютому 2015 року. На змаганнях у Москві він показав 12-ий результата. У січні 2017 року, у Лейк-Плесіді, вперше виграв медаль Кубка світу, ставши третім.
У сезоні 2017/18 здобув дві перемоги на етапах Кубка світу, у підсумку завоювавши Кришталевий глобус. Це досягнення стало першим з 2003 року для російських фристайлістів (тоді це зробив Дмитро Архипов).
На чемпіонаті світу 2019 року в Юті, впере став чемпіоном світу, випередивши у фіналі чинного олімпійського чемпіона Олександра Абраменка. Ця золота медаль стала першою для збірної Росії на чемпіонатах світу за 16 років.. Також на цих змаганнях виграв бронзову медаль у командних змаганнях разом із Любов'ю та Станіславом Нікітініми.
У сезоні 2020/21 Максим виграв п'ять етапів Кубка світу поспіль. На чемпіонаті світу в Алмати захистив титул чемпіона світу, а також став чемпіоном разом із Любов'ю Нікітіною та Павлом Кротовим у командних змаганнях. За підсумками сезону став переможцем загального заліку Кубка світу.

## Спортивні результати

### Олімпійські ігри
| Рік  | Місце проведення | акробатика | команда |
| ---- | ---------------- | ---------- | ------- |
| 2018 | Пхьончхан, Корея | 15         | Н/Д     |
| 2022 | Пекін, Китай     | —          |         |

### Чемпіонат світу
| Рік  | Місце проведення       | акробатика | команда |
| ---- | ---------------------- | ---------- | ------- |
| 2017 | Сьєрра-Невада, Іспанія | 11         | Н/Д     |
| 2019 | Юта, США               | 1          | 3       |
| 2021 | Алмати, Казахстан      | 1          | 1       |

### Кубок світу
| Сезон   | Дата           | Місце проведення        | Місце |
| ------- | -------------- | ----------------------- | ----- |
| 2016–17 | 14 січня 2017  | Лейк-Плесід, США        | 3     |
| 2016–17 | 4 березня 2017 | Москва, Росія           | 3     |
| 2017–18 | 12 січня 2018  | Дір-Веллі, США          | 1     |
| 2017–18 | 20 січня 2018  | Лейк-Плесід, США        | 1     |
| 2018–19 | 19 січня 2019  | Лейк-Плесід, США        | 1     |
| 2018–19 | 23 лютого 2019 | Мінськ, Білорусь        | 1     |
| 2019–20 | 22 грудня 2019 | Гора Шімао-Лотус, Китай | 2     |
| 2019–20 | 23 лютого 2019 | Дір-Веллі, США          | 1     |
| 2020–21 | 4 грудня 2020  | Рука, Фінляндія         | 1     |
| 2020–21 | 16 січня 2021  | Ярославль, Росія        | 1     |
| 2020–21 | 17 січня 2021  | Ярославль, Росія        | 1     |
| 2020–21 | 23 січня 2021  | Москва, Росія           | 1     |
| 2020–21 | 30 січня 2021  | Мінськ, Білорусь        | 1     |
| 2021–22 | 2 грудня 2020  | Рука, Фінляндія         | 1     |
| 2021–22 | 3 грудня 2021  | Рука, Фінляндія         | 1     |
| 2021–22 | 10 грудня 2021 | Рука, Фінляндія         | 1     |
| 2021–22 | 11 грудня 2021 | Рука, Фінляндія         | 1     |

| Сезон   | Дата           | Місце проведення           | Місце | Партнери                         |
| ------- | -------------- | -------------------------- | ----- | -------------------------------- |
| 2016–17 | 18 грудня 2016 | Озеро Бейда, Китай         | 1     | Олександра Орлова Любов Нікітіна |
| 2017–18 | 17 грудня 2017 | Пекін/Секретний сад, Китай | 3     | Любов Нікітіна Ілля Буров        |
| 2019–20 | 22 грудня 2019 | Гора Шімао-Лотус, Китай    | 1     | Любов Нікітіна Павло Кротов      |
| 2020–21 | 17 січня 2021  | Ярославль, Росія           | 1     | Анастасія Приткова Павло Кротов  |
| 2021–22 | 3 грудня 2021  | Рука, Фінляндія            | 2     | Любов Нікітіна Станіслав Нікітін |